# Caramagna Ligure
Caramagna Ligure è una frazione del comune di Imperia, in provincia di Imperia.

## Geografia fisica
Il borgo si trova nell'immediato entroterra di Porto Maurizio all’altitudine di 49 m s.l.m. ed è diviso in tre frazioni: Caramagna Baccàn, Caramagnetta e Caramagna Soprana.
Dal suo nome deriva quello del torrente che scorre nella valletta accanto il borgo.

## Storia
Territorio Ingauno e poi romano il luogo segue le vicende del Ponente ligure: alla caduta dell'Impero romano seguono le dominazioni ostrogote, bizantine, longobarde e franche. 
In epoca alto medievale nel X secolo il luogo è feudo della Marca Arduinica.
All'inizio dell'XI secolo il territorio è proprietà di Olderico Manfredi II, marchese di Torino e di Susa.

Marchesi di Susa

Il luogo di Caramagna viene citato per la prima volta in un documento del 1028 che contiene il testamento di Olderico Manfredi e di sua moglie Berta i quali ne fanno dono, con altri possedimenti, alla piemontese Abbazia di Santa Maria di Caramagna da loro fondata.
Il borgo ligure di Caramagna deriva quindi il suo nome medievale dall’omonima località piemontese quando nel XII secolo una congregazione di monache benedettine proveniente proprio da quel monastero si installa qui, ottenendo il feudo del piccolo borgo e lo intitola al paese d’origine.

Repubblica di Genova

Nel XIII secolo la zona entra a far parte della Repubblica di Genova e ne segue tutte le vicende storiche. 
Nel 1444, per disposizione dell'antipapa Felice V, il possesso dell'Abbazia viene trasferito dalle monache ai Benedettini neri.
Al riparo dalle incursioni saracene, il monastero agisce come centro di accrescimento della locale comunità di contadini diffondendovi le tecniche agricole e di coltura della vite e dell'olivo.
Caramagna prospera nella sua economia agricola, collegata a Porto Maurizio.
Caduta la Repubblica genovese, nel 1797 fa parte della Repubblica Ligure e, nel 1805, dell'Impero francese, nel dipartimento di Montenotte.
Dal 1815 è nel Regno di Sardegna e dal 1861 del Regno d'Italia dove il comune di Caramagna faceva parte della provincia di Porto Maurizio. 
Un decreto di re Vittorio Emanuele II del 26 ottobre 1862 ne ha stabilito la denominazione in Caramagna Ligure. 
Nel 1923 viene deciso l'accorpamento amministrativo di Porto Maurizio e Oneglia nel nuovo comune di Imperia: il Comune di Caramagna vi è incluso insieme ad altri dieci centri minori.

## Monumenti e luoghi d'interesse
- Chiesa di San Bartolomeo. La sua struttura barocca risale al XVII secolo, ma poggia le sue fondamenta su una più antica chiesa medievale. Qui probabilmente sorgeva anche l’antico monastero benedettino.

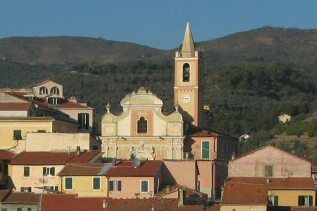
Chiesa di San Bartolomeo
Caramagna Soprana

- Nelle tre frazioni di Caramagna esistono alcuni lavatoi storici. Tra questi il più antico è quello di Caramagna Soprana, la cui costruzione in pietra si trova presso l’antico mulino.

- Antico ponte in pietra sul torrente Caramagna, secondo alcuni storici è d epoca bizantina.

## Cultura
Al 24 agosto si festeggia San Bartolomeo Apostolo, patrono di Caramagna Soprana, con celebrazioni religiose, concerti d’organo della chiesa del borgo. La statua del santo è portata in processione per le vie del paese dalle storiche Confraternite.

## Economia
Le colline circostanti sono coltivate a terrazzamenticon i caratteristici muretti a secco di vigne e ulivi.

### Strade
Caramagna è collegata al capoluogo Imperia dalla Strada Provinciale 41.

### Ferrovia
La stazione ferroviaria più vicina è quella di Imperia, sulla linea ferroviaria Ventimiglia – Genova.